# 長野県中野立志館高等学校
長野県中野立志館高等学校（ながのけん なかのりっしかんこうとうがっこう）は、長野県中野市三好町二丁目に所在する公立の高等学校。2007年4月、長野県中野高等学校と長野県中野実業高等学校が統合して開校した。
中野実業高校の校舎を一部改築し、使用している。

## 設置学科
全日制課程
- 総合学科
  - 人文科学系列
  - 自然科学系列
  - 生活科学系列
  - 生産技術系列
  - 商業実践系列

定時制課程
- 普通科

## 沿革
- 2007年4月 - 長野県中野高等学校と長野県中野実業高等学校が統合し、長野県中野立志館高等学校として開校。

## 教育目標
- 豊かな心と広い視野、創造的な姿勢を持ち、主体的に社会貢献できる、心身ともにたくましい人間を育てています。

## 出身者

### 旧長野県中野実業高校の出身者
- 金谷剛（元プロ野球選手）[1]
- 作山憲斗（スキージャンプ選手）[2]
- 真島ヒロ（漫画家）[3]
- 荒井広宙（世界陸上選手）[4]

## 校章
- 校章

## 校歌・応援歌
- 校歌（作詞：高橋忠治 作曲：武田忠善）

## 最寄駅
- 長野電鉄長野線：信州中野駅